# Camfrog
Camfrog Video Chat es una aplicación que permite mantener una videoconferencia con varias personas al mismo tiempo en una sala de Internet que ha sido habilitada para ello.
La comunidad de Camfrog Video Chat alcanza ya los 114.989 usuarios. El número de habitaciones de chat que existente en la actualidad supera las 3000 unidades. Una versión limitada del programa está disponible como freeware en el Web site de la compañía con una opción aumentar a una versión completa. Las salas de chat video incluyen los cuartos orientados al idioma, cuartos para escogen, los cuartos los usuarios dirigidos de países específicos, los cuartos orientados las curiosidades, y de videos para adultos. Como otros programas de mensajería instantánea requiere del registro y un Nombre de Usuario único para abrir una sesión. El Web site ofrece un directorio de usuario con perfiles de usuario.
Camfrog tiene cuartos sordos, cuartos para adultos y cuartos generales. Cada sala tiene sus reglas, de acuerdo a la categoría donde están creados. y cada sala los colores de los usuarios distinguen sus responsabilidades:
- Los Dueños y/o Administradores son rojos Es el status más alto y son los encargados de controlar el buen funcionamiento y mantenimiento de la sala, las reglas, que los operadores no se estén portando mal y abusando de su poder... en general que todo este bien para le disfrute de todos. Estos son los únicos que pueden quitar y poner colores a usuarios, pueden excluir, supender, castigar ... a cualquier usuario que infringa las reglas de la sala.

- Los Operadores son verdes Son los encargados de moderar la sala y de hacer que ésta tenga un buen funcionamiento haciendo cumplir las reglas y mediando en conflictos, estos al igual que los rojos pueden excluir, supender, castigar... a cualquier usuario a excepción de los rojos que infringa las reglas de la sala.

- Los Amigos son azules Entran asiduamente a la sala, aportan ideas, comentarios, colaboran a solucionar problemas de otros usuarios sobre todo los nuevos que no manejan muy bien el programa aunqueusualmente se aprenden con la experiencia dentro de la sala.

- Los Usuarios generales son negros Estos al contrario de los azules generalmente no tienen una sala fija, muchos no entran con regularidad al camfrog, y también son los que generalmente tienen poco tiempo usando el camfrog son los usuarios más numerosos.

- Los Nombres escritos en negrita son un usuario usando la versión paga del software.

- Los Nombres escritos en una fuente normal significa que el usuario está utilizando la versión libre.

- Bots Estos pueden tener cualquier color generalmente son de color rojo (dado por los Dueños y/o Administradores)... son un programa el cual se puede modificar para animar la sala con comentarios graciosos y hacer preguntas de trivial para que las respondan los usuarios de la sala y así obtener puntos; los bots se distinguen por la figura:

Características de la versión paga
- Abra las ventanas de video múltiples.
- Cambiar el tamaño de las ventanas de vídeo de gran tamaño.
- Busque lo que la habitación de un usuario in
- Agregar texto y efectos frescos a la ventana del vídeo.
- Enviar archivos a sus amigos.
- Acceder remotamente a su cámara web de otro equipo para ver lo que está pasando en su casa.
- Mensajería instantánea y la Sala de Historia. Mantener un historial de las conversiones de
- mensajería instantánea y salas que se unió.
- Arrastre los contactos en el escritorio para ver su estado, cuando el entonces Camfrog está cerrado.